# The 24th
The 24th ist ein historisches Filmdrama von Kevin Willmott, das am 21. August 2020 in den USA als Video-on-Demand und als Download veröffentlicht wurde. Der Film erzählt von dem komplett aus Afroamerikanern bestehenden 24th Infantry Regiment, das zu Beginn des Ersten Weltkriegs von Beamten des Houston Police Department beleidigt und belästigt wurde, was den sogenannten „Houston Riot“ von 1917, auch als „Camp Logan-Meuterei“ bezeichnet, zur Folge hatte.

## Handlung
Die USA sind gerade in den Ersten Weltkrieg eingetreten, weigern sich jedoch, schwarze Truppen in den Kampf zu schicken. Anstatt an die Front zu gehen, wird das 24th Infantry Regiment im Jahr 1917 nach Houston, Texas, geschickt, um die Baustelle des Camp Logan für die Illinois National Guard zu bewachen. Dort geraten 156 afroamerikanische Soldaten mit rassistischen Polizisten aneinander, die schwarze Gemeindemitglieder schikanieren, was in einer gewalttätigen Nacht enden soll, in der viele Beteiligte ihr Leben verlieren und zu einem der schwärzesten Kapitel der US-Geschichte wird.

## Produktion

### Der „Houston Riot“

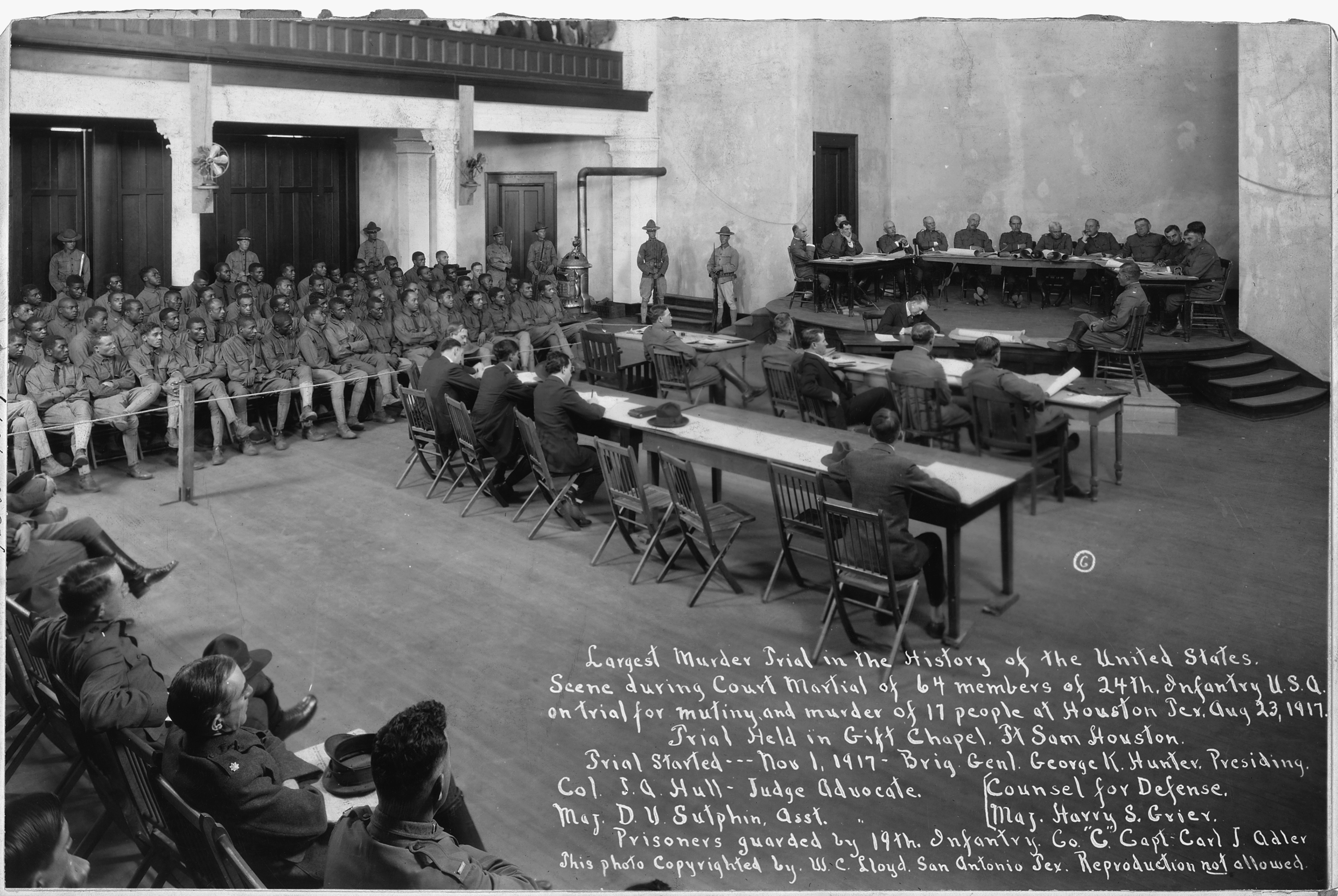
Der „Houston Riot“ hatte den Tod von 20 Beteiligten zur Folge, weitere 19 beteiligte Soldaten wurden hingerichtet

Der „Houston Riot“ von 1917, auch als „Camp Logan-Meuterei“, bezeichnet, hatte den Tod von 11 Zivilisten, fünf Polizisten und vier Soldaten zur Folge. Die Soldaten wurden vor drei Kriegsgerichten wegen Meuterei angeklagt. 19 von ihnen wurden hingerichtet und 41 zu lebenslanger Haft verurteilt. Das 24. Infanterieregiment setzte sich hauptsächlich aus afroamerikanischen Soldaten zusammen. Es bestand von 1869 bis zu seiner Auflösung im Jahr 1951.

### Stab und Besetzung
Regie führte der Oscar-Preisträger Kevin Willmott, der gemeinsam mit Trai Byers auch das Drehbuch schrieb, der wiederum in der Hauptrolle von William Boston zu sehen ist.
Weitere Hauptrollen wurden mit Aja Naomi King, Bashir Salahuddin, Mo McRae, Tosin Morohunfola, Mykelti Williamson und Thomas Haden Church besetzt.

### Dreharbeiten und Filmmusik
Die Dreharbeiten fanden im Sommer 2019 in der historischen Altstadt von Salisbury und in Charlotte in North Carolina statt. Als Kameramann fungierte Brett Pawlak.
Die Filmmusik komponierte Alex Heffes.

### Veröffentlichung
Der Film sollte im März 2020 beim South by Southwest Film Festival seine Premiere in der Sektion Narrative Spotlight feiern. Wenige Tage vor Beginn des Festivals wurde dieses aufgrund der Coronavirus-Pandemie auf einen unbekannten Zeitpunkt verschoben, somit auch die Vorstellung des Films. Nachdem Vertical Entertainment die Rechte am Film erworben hatte, wurde er am 21. August 2020 als Video-on-Demand und als Download veröffentlicht.

## Auszeichnungen
Hollywood Music in Media Awards 2021
- Nominierung für die Beste Filmmusik – Independentfilm (Alex Heffes)[5]

NAACP Image Awards 2021
- Nominierung als Bester Independent-Film[6]